# 永昌寺 (高山市)
永昌寺(えいしょうじ)は岐阜県高山市奥飛騨温泉郷にある釈迦如来を本尊とする臨済宗妙心寺派の寺院で、山号は冨渓山。飛騨三十三観音霊場25番札所。

## 歴史
江馬氏眷属の平政盛が両親の追善供養のため、正和元年(1312)に広岩玄英を開山として建てた栄照庵が起源である。
その後、康安元年(正平16年、1361年)に玄英和尚が示寂すると寺は廃れた。応永22年(1415年)に江馬氏10代の江馬宗時がその父江馬輝時の菩提を弔うために越中国国泰寺から鳳宿麟芳を招いて中興した。
以来、明暦3年(1657年)まで臨済宗国泰寺派であったが、7世住持の久岩恵昌のときに高山宗猷寺の末寺となる。それ以降は臨済宗妙心寺派として現代に至っている。
寺宝として越中新川郷の領主、五ヶ嵐小豊次が奉納した大蔵経189巻と姉小路氏寄進の大般若経101巻、円空作韋駄天像を所蔵する。また、寺内には戒壇巡りのできる善光寺堂が建てられているほか、観音霊場の本尊として聖観音像と馬頭観音像が祀られている。